# Groupe d'artillerie de campagne d'Afrique
Un groupe d'artillerie de campagne d'Afrique (GACA) est une unité militaire d'artillerie, constituée dans l'armée d'Afrique française.
Créés en 1873 et rattachés à des régiments d'artillerie français, ils deviennent autonomes en 1910. Ils participent aux opérations de colonisation de l'Algérie, de la Tunisie et du Maroc, ainsi qu'à la Première Guerre mondiale et aux combats de l'armée du Levant. Ils fusionnent entre 1924 et 1929 pour former les 62e à 67e régiments d'artillerie d'Afrique.

## Créations et transformations
- 1873 : création d'un groupe d'artillerie pour chacune des divisions territoriales d'Algérie (divisions d'Alger, d'Oran et de Constantine)[1]
- 1881 : formation d'un quatrième groupe pour la Tunisie[1]
- janvier 1899 : les quatre groupes d'artillerie d'Afrique sont rattachés au 12e et 13e régiments d'artillerie de campagne[2]
- mars 1910 : les quatre groupes deviennent autonomes et deviennent des groupes d'artillerie de campagne d'Afrique et un cinquième groupe est formé[1] :
  - 1er groupe d'artillerie de campagne d'Afrique : groupe de la division d'Alger
  - 2e groupe d'artillerie de campagne d'Afrique : groupe de la division d'Oran
  - 3e groupe d'artillerie de campagne d'Afrique : groupe de la division de Constantine
  - 4e groupe d'artillerie de campagne d'Afrique : groupe de Tunisie
  - 5e groupe d'artillerie de campagne d'Afrique, formé à partir du Ier groupe du 6e régiment d'artillerie de campagne
- juillet 1914 : formation des 8e, 9e et 10e groupes d'artillerie de campagne d'Afrique au Maroc[1]
- avril 1917 : sur le front européen, dissolution du 4e groupe d'artillerie de campagne d'Afrique
- décembre 1917 : le 5e groupe d'artillerie de campagne d'Afrique devient le 276e régiment d'artillerie
- 1918 : nouvelle formation du 4e groupe d'artillerie de campagne d'Afrique au Maroc[1]
- 1919 : nouvelle formation du 5e groupe d'artillerie de campagne d'Afrique en Tunisie[1]
- avril 1922 : formation en avril des 11e, 12e, 13e, 14e et 15e groupes d'artillerie de campagne d'Afrique au Levant et en Turquie[3],[4]
- septembre 1922 : dissolution des  11e, 13e, 14e et 15e groupes[1]
- juillet 1923 : le 12e groupe d'artillerie de campagne d'Afrique est renommé 15e groupe d'artillerie de campagne d'Afrique[3]
- janvier 1924 :
  - les 8e et 10e groupes forment le 63e régiment d'artillerie d'Afrique[1]
  - les 4e et 9e groupes forment le 64e régiment d'artillerie d'Afrique[1]
  - création en France du 7e groupe d'artillerie de campagne d'Afrique à partir d'éléments du 56e régiment d'artillerie[5]
- mai 1927 : les 5e et 15e groupes forment le 62e régiment d'artillerie d'Afrique[1]
- mai 1929 : 
  - les 1er et 7e groupes forment le 65e régiment d'artillerie d'Afrique[1]
  - le 2e groupe forme le 66e régiment d'artillerie d'Afrique[1]
  - le 3e groupe forme le 67e régiment d'artillerie d'Afrique[1]

## Étendard
L'étendard commun aux groupes d'artillerie de campagne d'Afrique, remis le 14 juillet 1911 lors de la revue de Longchamp, porte les inscriptions Casablanca 1908 et Bou Denib 1908,. La décision no 12350/SGA/DMPA/SHD/DAT du 14 septembre 2007 remplace ces inscriptions par Maroc 1908.
Il est décoré de la croix de guerre 1914-1918 avec quatre palmes et trois étoiles. Il est orné de la fourragère aux couleurs de la médaille militaire.